# Лісна Поляна (Щучанський район)
Лісна́ Поля́на (рос. Лесная Поляна) — присілок у складі Щучанського району Курганської області, Росія. Входить до складу Сухоборської сільської ради.
Населення — 58 осіб (2010, 96 у 2002).
Національний склад станом на 2002 рік: росіяни — 75 %.